# Etiopski vuk
Etiopski vuk (Canis simensis), također poznat kao abesinski vuk, abesinska lisica, crveni šakal, simienska lisica, simienski šakal je kanid iz Afrike. Njegova brojna imena odražavaju prethodnu neizvjesnost oko njegove sistematike, danas se drži da spada u vukove a ne u lisice kojima naizgled liči. Etiopski vuk živi na visinama iznad 3000 metara (afroplaninska zona) u Etiopiji, on je predator na vrhu hranidbenog lanca. Danas je najugroženiji kanid, sa samo sedam preostalih čopora (oko 550 odraslih primjeraka). Najviše ih ima u Bale na jugu Etiopije, postoji nešto manje primjeraka i u Semienskom gorju na sjeveru Etiopije, te nešto malo na nekoliko drugih područja. Claudio Sillero-Zubiri sa Sveučilištu u Oxfordu je zoolog koji se najviše angažirao da spasi ovu vrstu vuka.

## Sistematizacija i evolucija
Početni rezultati molekularne analize upućivali su na zaključak da je etiopski vuk srodnik sivog vuka. Novije analize govore da to nije tako, iako je etiopski vuk usko povezan s drugim vucima, on se vjerojatno od njih razdvojio kao vrsta prije tri do četiri milijuna godina.

## Izgled i građa tijela
Etiopski vuk je kanid srednje veličine nalik na kojota u veličini i građi, ima duge noge i usku njušku. Teži od 11 do 19 kilograma, mužjaci su 20% veći od ženki. Ima male i široko razmaknute zube, prilagođene hvatanju glodavaca, njegovoj glavnoj hrani. Njegova zubna formula glasi:  3/3-1/1-4/4-2/3 = 42. Stražnje kutnjake ponekad nema. Očnjaci su mu oštri i prosječno 19 milimetara dugi. Ima velike i široke uši. Na prednjim šapama ima po pet prstiju, a na stražnjim četiri.
Krzno im je crvenkastožute boje s tamnije crvenim dijelovima po njušci, ušima i gornjem dijelu tijela i bijelkastim mrljama po obrazima i obrvama. Kontrast između crvenih i bijelih dlaka raste s dobi i društvenim statusom u čoporu. Ženke obično imaju svjetlije krzno.

## Društveni život
Iako je etiopski vuk je prvenstveno usamljeni lovac glodavaca, on živi u čoporima koji dijele i brane svoj teritorij. To ga razlikuje od većine drugih većih društvenih zvijeri koje žive u čoporima radi kolektivnog lova. U divljini bez ljudi, čopor ima prosječno 6 odraslih životinja, 1 do 6 mladunaca i 1 do 7 štenadi. Tipični čopor je okot svih mužjaka rođenih tijekom nekoliko godina i 1 do 2 ženke.
Do sukoba čopora dolazi zbog podjele terena, tad se jako glasaju laju i, reže i zavijaju. Sukobi uvijek završavaju tako da se manje grupa povlači od brojnije. Kontakti između čopora postaju učestaliji za sezone parenja.
Mužjaci iz istog okota ostaju zajedno, dok ženke napuštaju svoj rodni čopor u dobi od dvije godine i odlaze u drugi čopor čim se pojavi prazno mjesto u njemu.

## Razmnožavanje
Dominantna ženka unutar čopora, brani se od pokušaja parenja od svih mužjaka iz čopora, osim dominantnog mužjaka, ali će se rado pariti s dolutalim mužjakom iz drugog čopora. Tako da se 70% svog parenja obavi izvan čopora. Nakon okota svi članovi čopora pomožu u podizanju štenadi, a podređene ženke ponekad pomažu dominantnoj ženki u dojenju štenadi. Ženke se kote jednom jednom godišnje, a leglo se obično sastoji od 2 do 6 štenaca koji se kote nakon dva mjeseca skotnosti.

## Podvrste etiopskog vuka
Postoje dvije priznate podvrste ovog kanida: 
- Canis simensis simensis; stanište mu je sjeverozapadno od Velike rasjedne doline. Njegov nos je nešto kraći od onih iz južne rase.
- Canis simensis citernii; stanište mu je jugoistočno od Velike rasjedne doline. Njegovo krzno je crvenkastije od onih iz sjeverne rase.

## Status
Iako je službeno zaštićena vrsta, ipak se ubijanje vukova povećalo zbog povećanja broja vatrenog oružja u Etiopiji. Etiopske vukove uglavnom ne love zbog krzna, iako su u prošlosti ljudi iz plemena Volo od nihova krzna pravili podmetače za stolice.

## Vanjske poveznice
- ARKive slike i filmovi o etiopskom vuku (Canis simensis)
- Ethiopian Wolf Conservation Programme (EWCP) (engl.)
- Born Free Foundation - Supporting The EWCP  Arhivirana inačica izvorne stranice od 12. veljače 2009. (Wayback Machine) (engl.)